# Piasau-Piasau
Piasau-Piasau (mal. Kampong Piasau-Piasau) – wieś w mukimie Labu w dystrykcie Temburong we wschodnim Brunei. Położona jest przy bocznej drodze Jalan Piasau-Piasau. We wsi znajduje się szkoła podstawowa Piasau-Piasau Primary School.